# Мокрый Индол (село)
Мо́крый Индо́л (укр. Мокрий Індол, крымскотат. Suvlu İndol, Сувлу Индол) — исчезнувшее село в Кировском районе Республики Крым, располагавшееся на юго-западе района, в северных отрогах горного массива Кубалач Внутренней гряды Крымских гор, на правом берегу реки Мокрый Индол, у южной окраины (противоположный берег реки) современного села Льговское.

## История
Впервые в доступных источниках селение встречается в «…Памятной книжке Таврической губернии на 1892 год» в списке экономий и разорённых деревень, жители коих живут в разных местах Цюрихтальской волости Феодосийского уезда, где записан Мокрый Индол. По «…Памятной книжке Таврической губернии на 1902 год» в усадьбе и экономии Мокрый Индол числилось 17 жителей в 2 домохозяйствах. По Статистическому справочнику Таврической губернии. Ч.II-я. Статистический очерк, выпуск пятый Феодосийский уезд, 1915 год, в имении Мокрый Индол (Ган А. Ф.) Цюрихтальской волости Феодосийского уезда числился 1 двор без населения.
После установления в Крыму Советской власти, по постановлению Крымревкома от 8 января 1921 года была упразднена волостная система и село вошло в состав вновь созданного Владиславовского района Феодосийского уезда, а в 1922 году уезды получили название округов. 11 октября 1923 года, согласно постановлению ВЦИК, в административное деление Крымской АССР были внесены изменения, в результате которых округа ликвидировались и Владиславовский район стал самостоятельной административной единицей. Декретом ВЦИК от 04 сентября 1924 года «Об упразднении некоторых районов Автономной Крымской С. С. Р.» в октябре 1924 года район был преобразован в Феодосийский и село включили в его состав. Согласно Списку населённых пунктов Крымской АССР по Всесоюзной переписи 17 декабря 1926 года, на хуторе Мокрый Индол, Акчоринского сельсовета Феодосийского района, числилось 14 дворов, все крестьянские, население составляло 76 человек, из них 33 русских и 43 армянина. Постановлением ВЦИК «О реорганизации сети районов Крымской АССР» от 30 октября 1930 года из Феодосийского района был выделен (воссоздан) Старо-Крымский район (по другим сведениям 15 сентября 1931 года) и село включили в его состав.
В 1944 году, после освобождения Крыма от фашистов, согласно Постановлению ГКО № 5984сс от 2 июня 1944 года, 27 июня крымские армяне были депортированы в Среднюю Азию. 12 августа 1944 года было принято постановление № ГОКО-6372с «О переселении колхозников в районы Крыма» и в сентябре того же года в село приехали первые переселенцы, 1268 семей, из Курской, Тамбовской и Ростовской областей, а в начале 1950-х годов последовала вторая волна переселенцев. С 1954 года местами наиболее массового набора населения стали различные области Украины. С 25 июня 1946 года селение в составе Крымской области РСФСР, а 26 апреля 1954 года Крымская область была передана из состава РСФСР в состав УССР.
После упразднения в 1959 году Старокрымского района село переподчинили Кировскому. Ликвидирован до 1960 года, поскольку в «Справочнике административно-территориального деления Крымской области на 15 июня 1960 года» селение уже не значилось (согласно справочнику «Крымская область. Административно-территориальное деление на 1 января 1968 года» — в период с 1954 по 1968 год, как посёлок Златополенского сельсовета).